# 假陰莖肛交

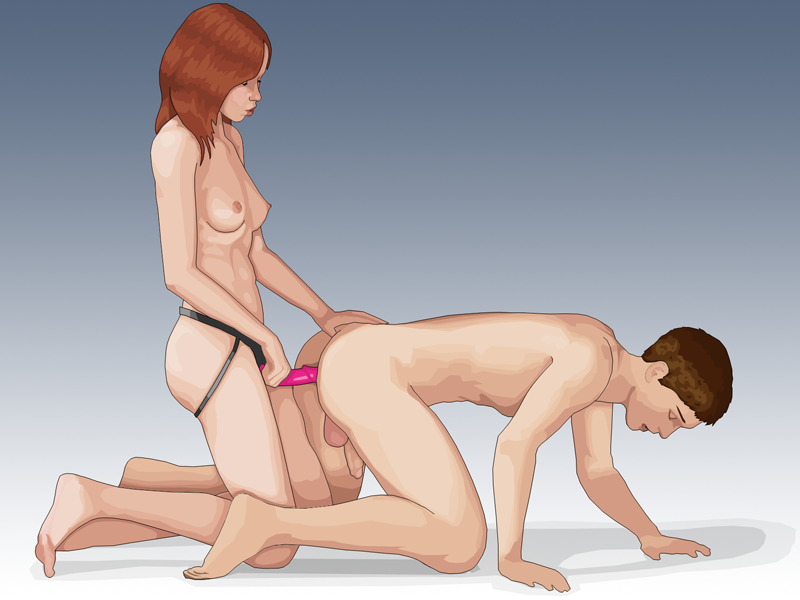
一名穿着捆綁式假陰莖的女性對另一男性肛交（以後背體位的形式進行）。

假陰莖肛交（英語：Pegging）是肛交的一種形式，當中女方会戴着一條捆綁式假陰莖，並以此插入另一方的肛門。當事人亦可能額外刺激另一方的生殖器。。

## 愉悅感

### 生理層面
在假陰莖肛交當中，女性的生殖器可能会受到捆綁式假陰莖的底部或雙頭假陰莖所带來的刺激，她們亦可額外使用按摩棒來獲得額外的愉悅感。男性則可從刺激肛門、直腸以及前列腺中獲得愉悦感。在肛交期間，男性的愉悦感主要是來自前列腺，並可從中體會前列腺高潮，以及導致射精的發生。一些男性在假陰莖肛交當中会享受女方額外为他手淫（或互相撫慰）所带來的愉悦感。三頭假陰莖則可刺激女性伴侶的陰道和肛門。

## 延伸閱讀
- Violet Blue: The Adventurous Couple's Guide to Strap-On Sex, Cleis Press, 2007, ISBN 1-57344-278-X
- Tristan Taormino: The Ultimate Guide to Anal Sex for Women, (Cleis Press, 1997/2006) ISBN 1-57344-028-0

## 外部連結
- Pegging 101: With Ruby Ryder
- Ruby Ryder's Pegging Paradise （页面存档备份，存于）